# Списак острва у Бугарској
Бугарска има велики број острва смештених у Црном мору и реци Дунав.

## Острва у Црном мору
- Свети Тома (Змијско острво)
- Света Анастасија
- Свети Иван
- Свети Кирик
- Свети Петар

## Острва наДунаву
- Батин
- Белене
- Вардим
- Козлодуи